# (413563) 2005 TG45
(413563) 2005 TG45 es un asteroide que forma parte de los asteroides Atira, descubierto el 5 de octubre de 2005 por el equipo del Catalina Sky Survey desde el Catalina Sky Survey, Arizona, Estados Unidos.

## Designación y nombre
Designado provisionalmente como 2005 TG45.

## Características orbitales
2005 TG45 está situado a una distancia media del Sol de 0,681 ua, pudiendo alejarse hasta 0,935 ua y acercarse hasta 0,427 ua. Su excentricidad es 0,372 y la inclinación orbital 23,32 grados. Emplea 205 días en completar una órbita alrededor del Sol.

## Características físicas
La magnitud absoluta de 2005 TG45 es 17,6.